# Chaetodon flavirostris
Chaetodon flavirostris là một loài cá biển thuộc chi Cá bướm (phân chi Rabdophorus) trong họ Cá bướm. Loài này được mô tả lần đầu tiên vào năm 1874.

## Từ nguyên
Từ định danh flavirostris được ghép bởi hai âm tiết trong tiếng Latinh: flavus ("có màu vàng") và rostris ("mõm"), hàm ý đề cập đến dải màu vàng cam bao quanh mõm của loài cá này.

## Phạm vi phân bố và môi trường sống
C. flavirostris được phân bố trải dài trên khắp vùng biển nhiệt đới Nam Thái Bình Dương, từ bờ biển Đông Úc, gồm cả rạn san hô Great Barrier với đảo Norfolk và đảo Lord Howe trên biển Tasman, trải dài đến đến quần đảo Pitcairn, băng qua các đảo quốc Nouvelle-Calédonie, Fiji, Tonga, Vanuatu, quần đảo Samoa và đảo Rapa Iti (Polynésie thuộc Pháp); một cá thể lang thang được phát hiện tại đảo Phục Sinh.
C. flavirostris sinh sống tập trung ở những khu vực mà san hô phát triển phong phú trên các rạn viền bờ hay trong các đầm phá, đôi khi được nhìn thấy ở khu vực cửa sông, cũng như ở những khu vực mà tảo chiếm ưu thế, độ sâu khoảng 2–30 m.

## Mô tả
C. flavirostris có chiều dài cơ thể lớn nhất được ghi nhận là 21 cm. Thân của C. flavirostris có màu tím đen. Mõm ngắn và nhọn, màu trắng và được bao quanh bởi một dải màu vàng cam. Vây lưng, vây đuôi và vây hậu môn có màu vàng, giữa các vây này có một dải hẹp màu cam và dải đen ở viền ngoài (trừ vây đuôi có viền ngoài trong suốt). Phần xương nhô lên trên trán có màu đen với một vệt đen từ mắt kéo xuống dưới.
Số gai ở vây lưng: 12–13; Số tia vây ở vây lưng: 24–27; Số gai ở vây hậu môn: 3; Số tia vây ở vây hậu môn: 20–21; Số gai ở vây bụng: 1; Số tia vây ở vây bụng: 5.

## Sinh thái học
C. flavirostris là loài ăn tạp, thức ăn của chúng bao gồm tảo và một số loài thủy sinh không xương sống nhỏ. Tuy cũng ăn polyp san hô nhưng đây không phải thức ăn chủ yếu của C. flavirostris. Loài này thường sống đơn độc hoặc theo cặp, nhưng cũng có thể hợp thành một nhóm lớn.

## Phân loại học
Dựa theo các kết quả phân tích phát sinh chủng loại phân tử, C. flavirostris hợp thành nhóm chị em với 4 loài là Chaetodon adiergastos, Chaetodon fasciatus, Chaetodon collare và Chaetodon lunula.

## Thương mại
C. flavirostris đôi khi được xuất khẩu trong ngành thương mại cá cảnh.